# Италија на Европском првенству у атлетици у дворани 2019.
Италијаје учествовала на 35. Европском првенству у дворани 2019 који се одржао у Глазгову, Шкотска, од 1. до 3. марта. Ово је тридесет пето Европско првенство у атлетици у дворани од његовог оснивања 1970. године на којем је Италија учествовала, односно учествовала је на свим такмичењима до данас. Репрезентацију Италије представљало је 24 спортиста (13 мушкараца и 11 жена) који су се такмичили у 15 дисциплина (8 мушких и 7 женских).
На овом првенству Италија је делила 8 место по броју освојених медаља са 2 освојене медаље (1 златна и 1 бронзана). У табели успешности према броју и пласману такмичара који су учествовали у финалним такмичењима (првих 8 такмичара) Италија је са 7 учесника у финалу заузела 11 место са 29,50 бодова.
| Пл. | Земља   | 1. место | 2. место | 3. место | 4. место | 5. место | 6. место | 7. место | 8. место | Бр. фин.-Бод. |
| --- | ------- | -------- | -------- | -------- | -------- | -------- | -------- | -------- | -------- | ------------- |
| 11. | Италија | 1–8      | -        | 1-6      | 1-4,50   | 1–4      | 2-6      | -        | 1–1      | 7-29,50       |

## Учесници
| Мушкарци: - Симон Баронтини — 800 м - Лоренцо Перини — 60 м препоне - Владимир Ачети — 4 x 400 м - Брајан Лопез — 4 x 400 м - Микеле Трича — 4 x 400 м - Ђузепе Леонарди — 4 x 400 м - Ђанмарко Тамбери — Скок увис - Клаудио Микел Стечи — Скок мотком - Ламонт Марсел Џејкобс — Скок удаљ - Симоне Форте — Троскок - Тобиа Боки — Троскок - Фабрицио Донато — Троскок - Леонардо Фабри — Бацање кугле | Жене: - Рафаела Боахенг Лукудо — 400 м, 4 x 400 м - Ајомиде Фолорунсо — 400 м, 4 x 400 м - Ана Бонђорни — 3.000 м - Луминоса Бољоло — 60 м препоне - Кјара Бацони — 4 x 400 м - Марта Милани — 4 x 400 м - Елена Валортигара — Скок увис - Алесија Трост — Скок увис - Соња Малависи — Скок мотком - Тања Виченцино — Скок удаљ - Лаура Страти — Скок удаљ |  |

## Освајачи медаља (2)

### Сребро (1)
- Ђанмарко Тамбери — Скок увис

### Бронза (1)
- Рафаела Боахенг Лукудо, 
 Ајомиде Фолорунсо, 
 Кјара Бацони, 
 Марта Милани — Штафета 4 х 400 метара

## Резултати

### Мушкарци
| Атлетичар                                                   | Дисциплина   | Лични рекорд | Квалификације       | Квалификације       | Полуфинале            | Полуфинале           | Финале               | Финале       | Детаљи |
| Атлетичар                                                   | Дисциплина   | Лични рекорд | Резултат            | Место               | Резултат              | Место                | Резултат             | Место        | Детаљи |
| ----------------------------------------------------------- | ------------ | ------------ | ------------------- | ------------------- | --------------------- | -------------------- | -------------------- | ------------ | ------ |
| Симон Баронтини                                             | 800 м        | 1:48,62      | 1:50,54             | 6. у гр. 4          | Није се квалификовао  | Није се квалификовао | Није се квалификовао | 30 / 33 (34) |        |
| Лоренцо Перини                                              | 60 м препоне | 7,66         | 7,74 КВ             | 3. у гр. 1          | 7,70                  | 5. у гр. 2           | Није се квалификовао | 9 / 24 (29)  |        |
| Владимир Ачети, Брајан Лопез, Микеле Трича, Ђузепе Леонарди | 4 х 400 м    | 3:05,51 НР   |                     |                     |                       |                      | 3:09,48              | 6 / 6        |        |
| Ђанмарко Тамбери                                            | Скок увис    | 2,38 НР      | 2,25 кв             | 4. у гр. А          |                       |                      | 2,32 =ЕРС            |              |        |
| Клаудио Микел Стечи                                         | Скок мотком  | 5,80         | 5,70 кв             | 5.                  | 5,65                  | 13 / 14              |                      |              |        |
| Ламонт Марсел Џејкобс                                       | Скок удаљ    | 8,07         | Без исправног скока | Без исправног скока | Није се квалификовао  | Није се квалификовао |                      |              |        |
| Симоне Форте                                                | Троскок      | 16,76        | 16,70 кв            | 6.                  | 15,54                 | 8 / 18 (19)          |                      |              |        |
| Тобиа Боки                                                  | Троскок      | 16,71        | 16,23               | 13.                 | Нису се квалификовали | 13 / 18 (19)         |                      |              |        |
| Фабрицио Донато                                             | Троскок      | 17,73        | 15,93               | 18.                 | Нису се квалификовали | 18 / 18 (19)         |                      |              |        |
| Леонардо Фабри                                              | Бацање кугле | 20,69        | 16,70 КВ, ЛРС       | 14.                 | Нису се квалификовали | 14 / 18              |                      |              |        |

### Жене
| Атлетичарка            | Дисциплина   | Лични рекорд | Квалификације | Квалификације | Полуфинале            | Полуфинале   | Финале                | Финале  | Детаљи |
| Атлетичарка            | Дисциплина   | Лични рекорд | Резултат      | Место         | Резултат              | Место        | Резултат              | Место   | Детаљи |
| ---------------------- | ------------ | ------------ | ------------- | ------------- | --------------------- | ------------ | --------------------- | ------- | ------ |
| Рафаела Боахенг Лукудо | 400 м        | 52,98        | 52,99 КВ, ЛРС | 1. у гр. 3    | 52,80 КВ, ЛР          | 1. у гр. 1   | 52,48 ЛР              | 5 / 37  |        |
| Ајомиде Фолорунсо      | 400 м        | 52,57        | 52,75 кв      | 3. у гр. 4    | 57,96                 | 6. у гр. 2   | Није се квалификовала | 18 / 37 |        |
| Маргерита Мањани       | 3.000 м      | 8:51,81      |               |               |                       |              | 9:05,32               | 10 / 16 |        |
| Луминоса Бољоло        | 60 м препоне | 8,10         | 8,15 КВ       | 3. у гр. 1    | 8,11                  | 6. у гр. 1   | Није квалификовала    | 10 / 28 |        |
| Рафаела Боахенг Лукудо | 4 х 400 м    | 3:31,55      |               |               |                       |              | 3:31,90               |         |        |
| Ајомиде Фолорунсо      | 4 х 400 м    | 3:31,55      |               |               |                       |              | 3:31,90               |         |        |
| Кјара Бацони           | 4 х 400 м    | 3:31,55      |               |               |                       |              | 3:31,90               |         |        |
| Марта Милани           | 4 х 400 м    | 3:31,55      |               |               |                       |              | 3:31,90               |         |        |
| Елена Валортигара      | Скок увис    | 1,92         | 1,89          | 9. у гр. А    |                       |              | Нису се квалификовале | 17 / 26 |        |
| Алесија Трост          | Скок увис    | 2,00         | 1,85          | 9. у гр. Б    | 18 / 21               |              | Нису се квалификовале |         |        |
| Соња Малависи          | Скок мотком  | 4,50         | 4,50 =ЛРС     | 9.            | 9 / 18 (19)           |              | Нису се квалификовале |         |        |
| Тања Виченцино         | Скок удаљ    | 6,60         | 6,68 КВ, ЛР   | 5.            | 6,58                  | 6 / 17 (18)  |                       |         |        |
| Лаура Страти           | Скок удаљ    | 6,59         | 6,40          | 12.           | Није се квалификовала | 12 / 17 (18) |                       |         |        |